# Cleisthenes
Cleisthenes är ett släkte av fiskar. Cleisthenes ingår i familjen flundrefiskar.
Kladogram enligt Catalogue of Life:
| Cleisthenes | \| \| Cleisthenes herzensteini \| \| \| \| \| \| Cleisthenes pinetorum \| \| \| \| |
|             | \| \| Cleisthenes herzensteini \| \| \| \| \| \| Cleisthenes pinetorum \| \| \| \| |
|             | Cleisthenes herzensteini                                                           |
|             |                                                                                    |
|             | Cleisthenes pinetorum                                                              |
|             |                                                                                    |